# 百石町
百石町（ももいしまち）は、青森県上北郡の東南部に位置していた町である。平坦な地形で東部を太平洋に面している。隣市である八戸市、三沢市のベッドタウン化が進んでいる。
2006年3月1日に下田町と合併しておいらせ町となった。

## 地理
上北郡の東南部に位置する。東部を太平洋に面する。

## 隣接していた自治体
- 八戸市
- 三沢市
- 上北郡：下田町

## 歴史

### 沿革
- 1889年（明治22年）4月1日 - 町村制施行により百石村が成立。
- 1929年（昭和4年）4月20日 - 町制施行により百石町となる。
- 1977年 - 国民体育大会出席のために来県した昭和天皇が町役場に行幸[1]。
- 2006年（平成18年）3月1日 - 下田町と合併しておいらせ町となった。

## 産業

### 農業
- コメ
- イチゴ
- 長いも

### 漁業
- 百石漁港

### 主な企業
- 桃川株式会社：酒類製造、販売を行う青森県内大手酒蔵。

## 地域
- 所轄警察署
  - 三沢警察署管内
    - 百石駐在所
    - 二川目駐在所
- 所轄消防署
  - 八戸地域広域市町村圏事務組合八戸北消防署
- 所轄郵便局
  - 百石郵便局
  - 二川目郵便局

### 教育
- 青森県立百石高等学校
- 百石町立百石中学校
- 百石町立百石小学校
- 百石町立甲洋小学校

### 金融機関
- 青森銀行百石支店
- 青森県信用組合百石支店

## 交通

### バス
- 十和田観光電鉄

### 道路
- 国道45号
- 国道338号
- 百石道路

## 名所・旧跡・観光スポット・祭事・催事

### 名所・旧跡
- 根岸の大銀杏：樹齢1100年以上、日本最古の銀杏の木。県天然記念物。
- 百石えんぶり
- 自由の女神像：ニューヨークと同緯度にあることから、本物の1/4の大きさにて建立。
- 大山将棋記念館：大山康晴十五世名人に関連する資料を中心に展示。創設者は中戸俊洋（将棋天国社から雑誌「将棋天国」を発行）。
  - 1998年 中戸俊洋が第5回大山康晴賞を受賞。
  - 2002年、将棋界への貢献により、日本将棋連盟から百石町が第9回大山康晴賞を受賞。

### 祭事・催事
- 百石えんぶり：2月
- 自由の女神祭り：5月
- ももいし砂浜祭り：7月
- 全国将棋祭り：8月
- 百石祭り：9月

### 特産品
- 清酒桃川
- 銀の鴨：宮内庁御用達
- おっぱいブランド：メロン、イチゴ
- キャベツラーメン

## 著名な出身者
- 三村申吾 - 政治家、元青森県知事
- 北向由樹 - 政治家、元バスケットボール選手